# Nikodémia (keresztnév)
A Nikodémia a Nikodémusz férfinév nő párja.

## Gyakorisága
Az 1990-es években szórványos név, a 2000-es években nem szerepel a 100 leggyakoribb női név között.

## Névnapok
- március 27.[2]
- augusztus 3.[2]